# Perissolestes remotus
Perissolestes remotus là loài chuồn chuồn trong họ Perilestidae. Loài này được Williamson & Williamson mô tả khoa học đầu tiên năm 1924.